# Pachnoda dargei
Pachnoda dargei är en skalbaggsart som beskrevs av Rigout 1987. Pachnoda dargei ingår i släktet Pachnoda och familjen Cetoniidae. Inga underarter finns listade i Catalogue of Life.